# Rosselgråfågel
Rosselgråfågel (Edolisoma rostratum) är en fågelart i familjen gråfåglar inom ordningen tättingar.

## Utbredning och systematik
Fågeln förekommer enbart på ön Rossel i Louisiaderna. Den kategoriserades tidigare som underart till Edolisoma tenuirostre, men urskiljs sedan 2016 som egen art av Birdlife International och IUCN, sedan 2024 även av IOC.

## Status
Den placeras av IUCN i hotkategorin nära hotad.